# Van Halen
I Van Halen sono stati un gruppo musicale hard & heavy statunitense fondato dal chitarrista olandese Eddie van Halen e dal fratello batterista Alex a Pasadena, California.
La band ha contribuito in modo decisivo allo sviluppo dell'heavy metal negli anni successivi e in particolare lo stile chitarristico di Eddie van Halen è citato come fonte di ispirazione da una moltitudine di chitarristi.
Nonostante i vari cambi di formazione, i Van Halen sono sempre stati molto popolari: nella prima fase salirono alla ribalta con il cantante David Lee Roth per poi consolidare la loro fama con Sammy Hagar alla voce. Il gruppo si sciolse momentaneamente sul finire degli anni novanta, dopo una sfortunata parentesi con il cantante Gary Cherone, per poi ritornare insieme nei primi anni duemila seppur senza ottenere il successo dei decenni precedenti.
In quasi cinque decenni di attività il gruppo ha venduto oltre ottanta milioni di dischi nel mondo, di cui cinquantasei nei soli Stati Uniti.

## Storia

### Formazione e primi anni (1972-1977)
I fratelli Van Halen sono nati nei Paesi Bassi: prima Alex l'8 maggio 1953 ad Amsterdam e poi Edward il 26 gennaio 1955 a Nimega. Entrambi spinti dal padre, hanno studiato pianoforte e nel 1962 la famiglia si trasferì in California a Pasadena. Negli Stati Uniti i due fratelli entrarono in contatto con la musica rock e in particolare con quella dei Cream e di Jimi Hendrix. Inizialmente Alex suonava la chitarra, mentre il fratello minore Eddie aveva cominciato a suonare la batteria, ma ben presto si resero conto di poter ottenere migliori risultati scambiandosi strumenti. Nel 1972 nacque la prima incarnazione del gruppo, in cui Eddie ricopriva il doppio ruolo di cantante e chitarrista, con Alex alla batteria e Mark Stone al basso. Due anni dopo la band venne completata dall'arrivo del cantante David Lee Roth e dal bassista Michael Anthony, che prese il posto di Mark Stone.

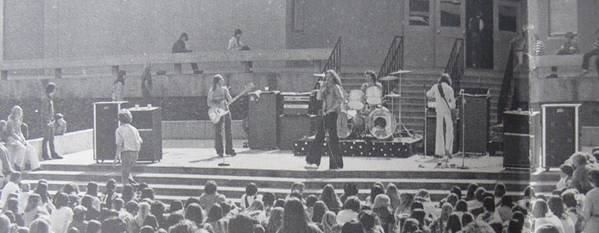
I Van Halen in concerto a La Cañada High School nel 1975

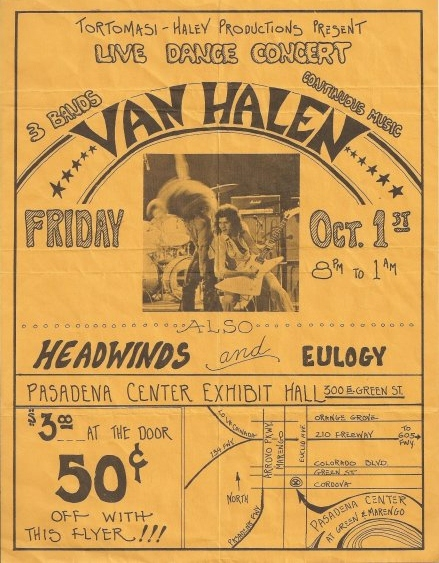
Volantino pubblicitario del concerto a La Cañada High School

Inizialmente esordirono con il nome Mammoth, prima di cambiarlo in Van Halen su suggerimento di David Lee Roth che voleva qualcosa di potente come Santana. La band cominciò a guadagnare popolarità suonando nelle scuole superiori locali. In seguito si spostarono in club sempre più grandi, fino a diventare una presenza fissa al famoso locale Whisky a Go Go di Los Angeles durante la seconda metà degli anni settanta. In quel periodo vennero notati da Gene Simmons dei Kiss, che si adoperò in prima persona per produrre le prime demo dei Van Halen agli Electric Lady Studios di New York. Tuttavia la band non riuscì a ottenere alcun contratto discografico, e presto Simmons finì per disinteressarsi di loro.
Nel 1977 il gruppo attirò l'attenzione di Mo Ostin e Ted Templeman della Warner Bros. Records dopo un concerto al The Starwood di Hollywood. Sebbene il pubblico fosse esiguo, i due rimasero così impressionati dai Van Halen che in una settimana offrirono alla band un contratto discografico. Il gruppo registrò in poco tempo il suo album di debutto ai Sunset Sound Recorders sul finire dell'anno, sfruttando tutto il materiale composto durante il periodo della gavetta.

### Con David Lee Roth (1978-1985)
Nel 1978 il primo album Van Halen divenne uno dei debutti di maggior successo nella storia del rock. Il gruppo salì prepotentemente alla ribalta, soprattutto grazie alla tecnica di Eddie, che divenne ben presto uno dei chitarristi più considerati della scena heavy metal. In una recensione dell'epoca, la rivista Rolling Stone scrisse che nel giro di tre anni i Van Halen avrebbero seppellito mostri sacri come Deep Purple e Led Zeppelin.
Il successo di quest'album non fu mai ripetuto nei primi anni ottanta: gli album Van Halen II (pubblicato nel 1979), Women and Children First (1980), Fair Warning (1981) e Diver Down (1982) non riuscirono a eguagliarne le vendite nonostante l'ottima qualità sonora. Tuttavia il gruppo rimase per anni molto popolare, tanto da guadagnarsi una voce sul Guinness dei Primati per l'apparizione più pagata nella storia della musica, in occasione del loro concerto di 90 minuti allo US Festival nel 1983 per cui ricevettero un milione e mezzo di dollari.
Nel frattempo cominciarono gli screzi tra il produttore Ted Templeman ed Eddie van Halen; quest'ultimo voleva avere più indipendenza nella composizione della musica, quindi fece costruire i 5150 Studios, dove i Van Halen avrebbero registrato tutti i loro successivi album. Questa scelta fu ampiamente ripagata quando uscì 1984, il cui successo si avvicinò molto a quello del loro album di debutto, anche perché lo stile musicale si modernizzò con le melodie tipiche dell'hair metal; per la prima volta infatti il gruppo fece ampio utilizzo di tastiere e sintetizzatori. Fu questo il motivo che portò il loro singolo Jump alla prima posizione delle classifiche americane, un traguardo che non fu mai più raggiunto. I successivi singoli Panama e Hot for Teacher ottennero numerosi passaggi televisivi su MTV.
Tuttavia, proprio nel momento in cui sembravano al vertice del loro successo, David Lee Roth lasciò il gruppo. Sono state formulate diverse teorie sull'allontanamento del cantante dai Van Halen. Una delle ipotesi riguarda il fatto che David stesse già lavorando di nascosto al suo album solista e che avesse già intenzione di andarsene dalla band prima di venirne allontanato come "traditore". Comunque sia, la natura egocentrica di David probabilmente aveva già creato una grossa frattura all'interno del gruppo e il suo atteggiamento sarebbe stato una delle tante cause del mancato riappacificamento del 1996.

### Con Sammy Hagar (1986-1996)
In seguito all'abbandono di David Lee Roth, il gruppo si trovò impegnato nella difficile ricerca di un sostituto adeguato. Dopo aver ricevuto il rifiuto di Patty Smyth degli Scandal, Eddie incontrò Sammy Hagar, ex cantante dei Montrose e solista di buon successo in quel periodo. Nel 1985 fu dunque reso ufficiale che Hagar sarebbe stato il nuovo cantante dei Van Halen. Questa scelta provocò una scissione tra i fan; alcuni infatti non accettarono l'uscita di scena di David Lee Roth e rifiutarono la scelta del nuovo cantante. Hagar presentava uno stile completamente diverso dal suo predecessore, era meno istrionico sul palcoscenico ma era tuttavia dotato di una tecnica vocale migliore, ed era inoltre un ottimo chitarrista ritmico, il che permise a Eddie di potersi occupare delle tastiere nei concerti dal vivo.
Nel 1986 fu pubblicato il primo album della nuova formazione, 5150. Il successo dei Van Halen non accennò a diminuire; sebbene infatti non più supportati da una parte dei vecchi fan, la band riuscì a reinventarsi per il nuovo cantante. D'altra parte, Hagar portava con sé un nutrito gruppo di fan, e il tipo di musica, sebbene non si discostasse di molto dallo stile precedente dei Van Halen, era aperto a una fascia più ampia di pubblico. Il disco segue la stessa linea di 1984, ed è l'album più venduto del periodo di Sammy Hagar, nonché il primo album dei Van Halen a raggiungere la prima posizione delle classifiche statunitensi (obiettivo che raggiungeranno tutti gli album prodotti con Hagar). Nel 1988 venne pubblicato OU812, in cui fu ulteriormente ampliato l'utilizzo di tastiere e sintetizzatori, come evidente nel singolo di lancio When It's Love che raggiunge la top 5 delle classifiche. Nel 1991 seguì l'album For Unlawful Carnal Knowledge, che segnava invece un parziale ritorno da parte del gruppo alle sonorità più ruvide degli esordi. Il disco regalò ai Van Halen un Grammy Award alla miglior interpretazione hard rock e il premio MTV Video Music Award al video dell'anno per il singolo Right Now.
Nel 1993 il gruppo pubblica il suo primo doppio album dal vivo, Live: Right Here, Right Now. Nel 1995 viene invece pubblicato Balance, l'ultimo album di questo periodo con Hagar, che si rivela un ulteriore successo. Nel 1996 ci fu tensione nel gruppo durante la registrazione del brano Humans Being per la colonna sonora del film Twister, che culminò nell'esclusione di Sammy Hagar dalla band nonostante il gruppo affermi che sia stato il cantante ad andarsene.

### Ritorno temporaneo di David Lee Roth (1996)
Nel 1996 David Lee Roth riprese i contatti con Eddie van Halen. Dopo l'abbandono di Sammy Hagar, Eddie invitò Roth per registrare due brani inediti, Me Wise Magic e Can't Get This Stuff No More, da includere nella prima raccolta del gruppo, Best Of - Volume I. Durante gli MTV Video Music Awards 1996 i quattro membri originali dei Van Halen fecero la loro prima apparizione pubblica insieme dopo oltre undici anni. Tale evento permise alla nuova raccolta di raggiungere il primo posto in classifica nel novembre dello stesso anno. Immediatamente si rincorsero voci di una reunion ufficiale con David Lee Roth, ma già alcune settimane dopo la loro apparizione televisiva, i Van Halen avevano per la seconda volta licenziato il cantante dalla band.

### Con Gary Cherone (1996-1999)
Naufragata la reunion con David Lee Roth, i Van Halen si misero alla ricerca di un nuovo cantante per incidere un nuovo album di inediti. In una prima fase provinarono il giovane Mitch Malloy, ma alla fine su suggerimento del loro manager assoldarono Gary Cherone, proveniente dagli Extreme. Con Cherone la band incide un solo disco, Van Halen III, un album dalle caratteristiche sperimentali che scontentò quasi tutti i fan. Le vendite si rivelarono deludenti rispetto ai lavori precedenti, infatti, fu l'unico disco dei Van Halen a non raggiungere lo status di disco di platino, anche se conquistò il disco d'oro. Discreto successo radiofonico ottennero i due singoli Without You e Fire in the Hole, quest'ultimo scelto per la colonna sonora del film Arma letale 4.
La band intraprese un nuovo tour mondiale, durante il quale la presenza scenica di Cherone venne fortemente criticata dai fan. Problemi di salute di Eddie van Halen, dovuti alla cocaina e ad un tumore alla lingua, porteranno successivamente allo scioglimento del gruppo dopo un ultimo concerto tenuto nelle isole Hawaii. Dovette anche essere interrotto il progetto di un nuovo album, sempre con Cherone.

### Reunion (2003-2012)

#### Con Sammy Hagar

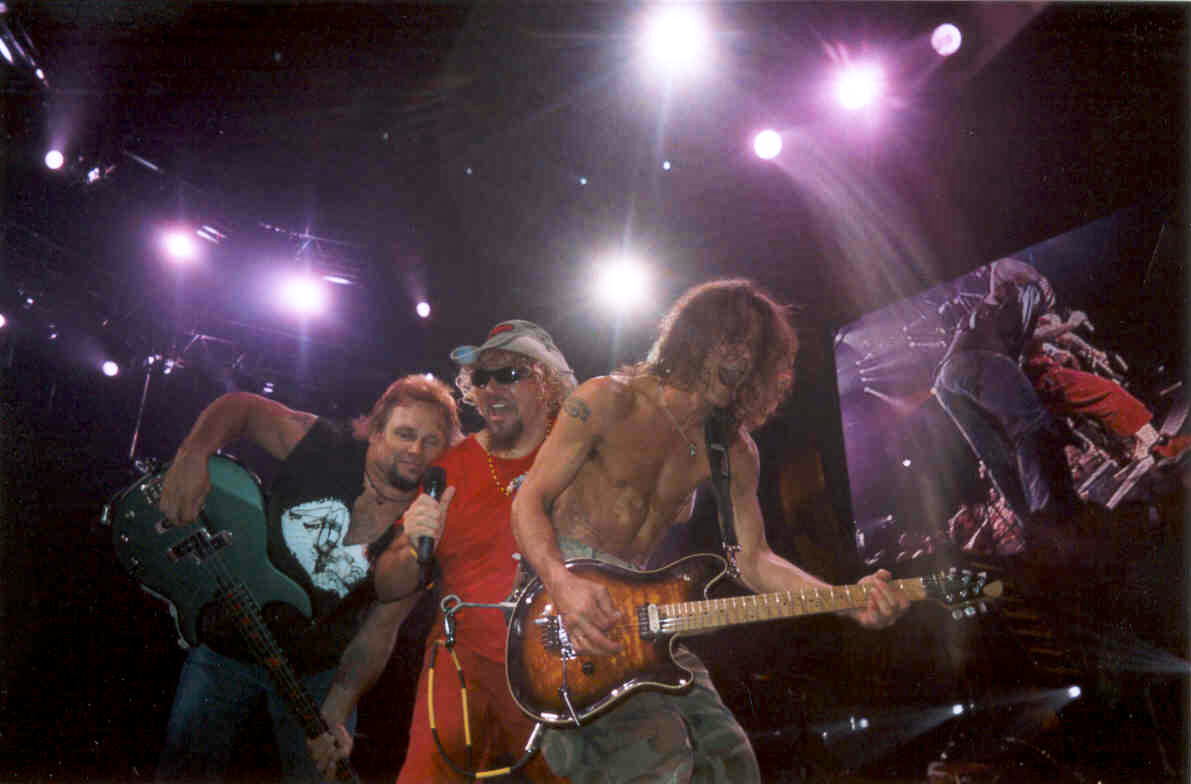
I Van Halen nel 2004, da sinistra: Michael Anthony, Sammy Hagar e Eddie van Halen

Già nel 1996 era stato tentato un riappacificamento con David Lee Roth, e la presenza di due nuove tracce con il suo contributo vocale nella raccolta Best Of - Volume I faceva ben sperare. Tuttavia, le vecchie avversioni comparirono di nuovo e Roth venne allontanato ancora una volta.
Nel 2003 ci fu un nuovo ritorno in seno al gruppo di Sammy Hagar con cui pubblicarono una nuova raccolta, The Best of Both Worlds, contenente i più grandi successi della band con l'aggiunta di tre nuove tracce con Hagar alla voce. Nel 2004 i Van Halen eseguirono un tour di riunione con Hagar, che ebbe un esito positivo; fu infatti uno dei tour più lucrosi dell'anno (55 milioni di dollari). Tuttavia, Eddie van Halen ebbe seri problemi con l'alcool in questo periodo, cosa che si rifletté negativamente sulla performance del gruppo nei concerti. Sammy Hagar, alla fine del tour, si rifiutò di proseguire la sua avventura con i Van Halen.

#### Con David Lee Roth
All'inizio del 2006 iniziarono a circolare voci su un nuovo ritorno di David Lee Roth. Nel frattempo Michael Anthony rivelò di aver perduto i contatti con i membri del gruppo, e che la sua presenza nel tour di due anni prima era dovuta solamente all'insistenza di Sammy Hagar, che minacciò i fratelli Van Halen di abbandonare tutto se non avessero coinvolto anche Anthony. Il bassista ammise inoltre di non essere stato coinvolto nelle nuove tracce di The Best of Both Worlds al di fuori dei cori e di aver registrato solo tre brani per l'album Van Halen III. Nel settembre 2006 Eddie van Halen ruppe il silenzio, annunciando il ritorno in pianta stabile di David Lee Roth e il licenziamento di Michael Anthony, rimpiazzato da Wolfgang van Halen, il figlio di Eddie. Anthony continuerà a suonare con Sammy Hagar nell'ambito sia della band solista di quest'ultimo che nel supergruppo Chickenfoot.

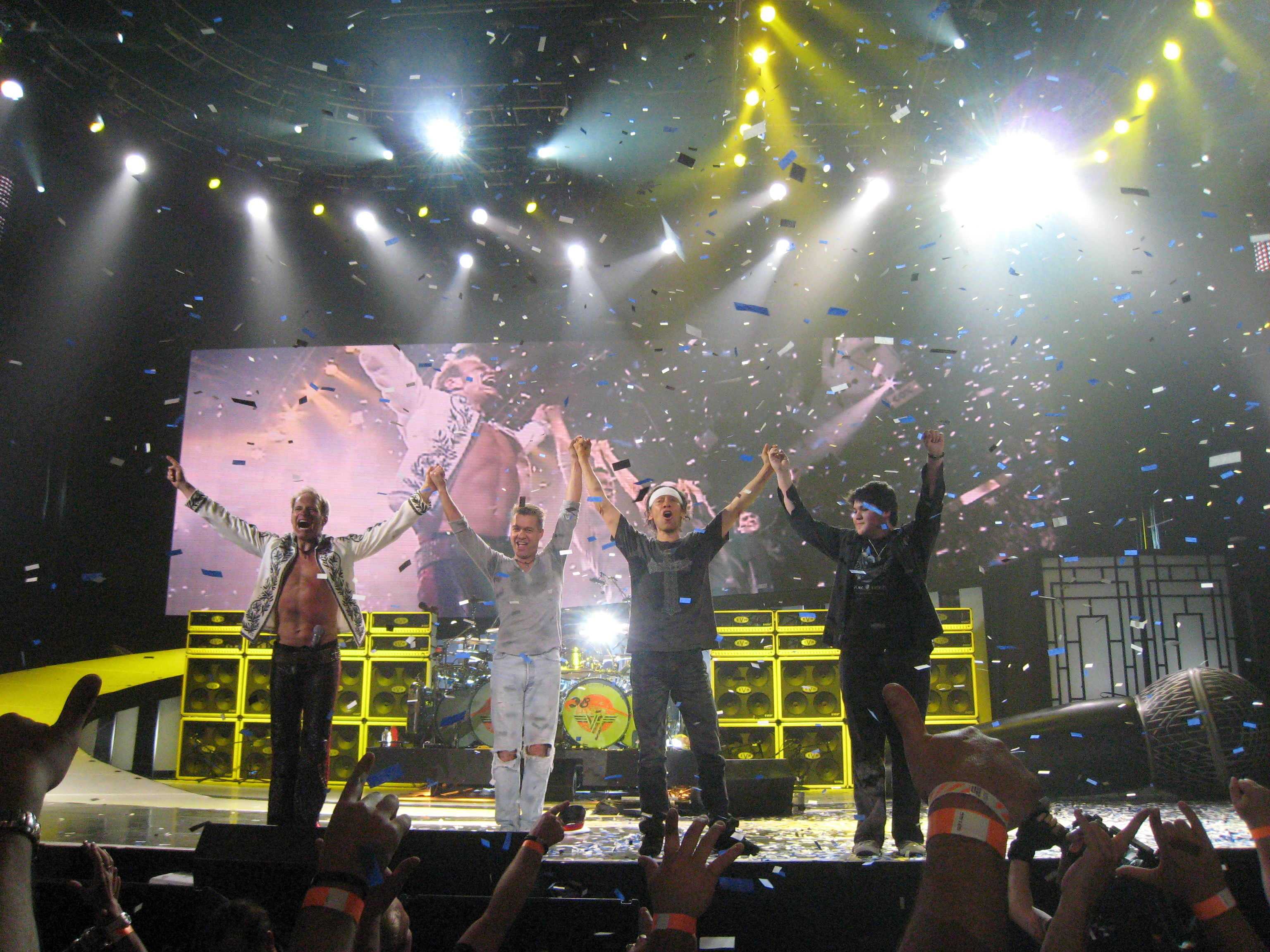
I Van Halen in concerto nel 2008

Nel gennaio 2007 fu annunciato l'ingresso dei Van Halen nella Rock and Roll Hall of Fame. Furono introdotti tutti i membri principali del gruppo eccetto Gary Cherone, ma alla cerimonia si presentarono solo Michael Anthony e Sammy Hagar, poiché i fratelli Van Halen e David Lee Roth si rifiutarono di comparire. Il 24 gennaio 2007 Billboard diede la notizia ufficiale di un nuovo tour del gruppo, in cui David Lee Roth si trova di nuovo ad essere il cantante dei Van Halen dopo 22 anni dalla sua ultima esibizione nella band. Il tour iniziò il 27 settembre da Charlotte nella Carolina del Nord, tuttavia alcune date vennero posticipate poiché Eddie annunciò il ritiro in un centro di riabilitazione, deciso a tornare ai massimi livelli. Il tour si concluse il 2 giugno 2008 alla Van Andel Arena a Grand Rapids, in Michigan.
Nel gennaio 2011 viene svelato che il gruppo è entrato in studio di registrazione con il produttore John Shanks per dar vita a un nuovo album. Si tratta del primo lavoro di inediti registrato dal gruppo con David Lee Roth dai tempi di 1984, nonché del primo album in studio della band dopo Van Halen III. È inoltre il primo disco in cui suona Wolfgang van Halen dopo aver preso il posto di Michael Anthony al basso.
Il nuovo album A Different Kind of Truth viene pubblicato il 7 febbraio 2012, anticipato dal singolo apripista, Tatoo, uscito il 10 gennaio. L'album ha debuttato direttamente al secondo posto della Billboard 200 ed è arrivato, nei primi sei mesi del 2012, a vendere 395 000 copie negli Stati Uniti.

### Tokyo Dome Live in Concerte possibile tredicesimo album in studio (2015)
Nel febbraio 2015 viene annunciata la pubblicazione di Tokyo Dome Live in Concert, il primo album dal vivo ufficiale con David Lee Roth alla voce. In un'intervista dello stesso mese, quando gli è stato chiesto dello status del gruppo, Eddie van Halen ha risposto dicendo: "Mi piacerebbe fare un disco in studio. Dipende dai tempi di tutti. Non so dove sia David Lee Roth. Non so se vive a New York o in Giappone o ovunque si trovi."
Il 24 marzo 2015 i Van Halen annunciano un tour di 39 date con Roth che avrà luogo da luglio a ottobre in tutto il Nord America. In aprile Eddie Van Halen rivela a Rolling Stone che la band "probabilmente si radunerà e farà un disco in studio" dopo il tour.

### La morte di Eddie (2020)
Il 6 ottobre 2020 viene annunciata la morte del chitarrista Eddie Van Halen per un tumore alla gola diagnosticatogli nel 2000, che portò all'asportazione di parte della lingua e diffusosi nelle ultime 72 ore fino al cervello. Il chitarrista aveva sessantacinque anni. Dieci giorni prima era morto, sempre per cancro, il bassista della prima formazione del gruppo, Mark Stone. In un'intervista del novembre 2020, il figlio Wolfgang conferma che la band non esiste più, dichiarando che "non ci possono essere i Van Halen senza Eddie Van Halen" e che prima della malattia il padre aveva in mente di fare un tour di reunion con Sammy Hagar, Michael Anthony e Gary Cherone, idea di cui Eddie era molto soddisfatto.

## Stile musicale
La band è spesso considerata come un gruppo hard rock anche se, in talune occasioni, viene etichettata come heavy metal poiché influenzò molto quest'ultimo genere. Nonostante questi tentativi di classificazione, il gruppo ha sempre attinto a vari stili musicali, spesso fondendoli tra loro.

## Record
- I Van Halen sono una delle cinque rock band ad aver realizzato più di uno studio-album che ha venduto più di 10 milioni di copie negli Stati Uniti[41] (quindi raggiungendo lo status di disco di diamante), per la precisione con l'album Van Halen, pubblicato nel 1978 e l'album 1984, pubblicato proprio nel 1984; sono anche tra le prime 20 band ad aver venduto più dischi negli Stati Uniti[41] precedendo artisti come U2 e Queen.[42]
- Sono stati citati nel Guinness dei Primati come coloro che hanno raggiunto più volte la prima posizione nella Mainstream Rock Songs, classifica americana dedicata esclusivamente alle canzoni rock, per ben 13 volte[43] con i seguenti brani: Oh, Pretty Woman, Jump, Why Can't This Be Love, Black and Blue, When It's Love, Poundcake, Runaround, Top of the World, Won't Get Fooled Again, Don't Tell Me (What Love Can Do), Humans Being, Me Wise Magic, Without You.

## Formazione

### Ultima
- David Lee Roth – voce (1974-1985, 1996, 2006-2020)
- Eddie van Halen – chitarra, tastiera, cori, voce (1972-1999, 2003-2020)
- Wolfgang van Halen – basso, cori (2006-2020)
- Alex van Halen – batteria, percussioni (1972-1999, 2003-2020)

### Ex componenti
- Mark Stone – basso, cori (1972-1974)
- Gary Cherone – voce (1997-1999)
- Sammy Hagar – voce, chitarra (1985-1996, 2003-2006)
- Michael Anthony – basso, cori (1974-1999, 2003-2006)

## Discografia

### Album in studio
- 1978 – Van Halen
- 1979 – Van Halen II
- 1980 – Women and Children First
- 1981 – Fair Warning
- 1982 – Diver Down
- 1984 – 1984
- 1986 – 5150
- 1988 – OU812
- 1991 – For Unlawful Carnal Knowledge
- 1995 – Balance
- 1998 – Van Halen III
- 2012 – A Different Kind of Truth

### Album dal vivo
- 1993 – Live: Right Here, Right Now
- 2015 – Tokyo Dome Live in Concert

### Raccolte
- 1996 – Best Of - Volume I
- 2004 – The Best of Both Worlds

## Videografia
- 1986 – Live Without a Net
- 1993 – Live: Right Here, Right Now
- 1996 – Van Halen: Video Hits, Vol. 1

## Tour
- 1978 - Van Halen World Tour
- 1979 - World Vacation Tour
- 1980 - World Invasion Tour
- 1981 - Fair Warning Tour
- 1982 - Hide Your Sheep Tour
- 1984 - 1984 Tour/Monsters of Rock Tour 1984
- 1986 - 5150 Tour
- 1988 - Monsters of Rock Tour 1988/OU812 Tour
- 1991/1992 - For Unlawful Carnal Knowledge Tour
- 1993 - Right Here Right Now Tour
- 1995 - Balance Ambulance Tour
- 1998 - III Tour
- 2004 - Van Halen Summer Tour 2004
- 2007/2008 - Van Halen 2007/2008 North American Tour
- 2012/2013 - A Different Kind of Truth Tour
- 2015 - Van Halen 2015 North American Tour